# Nati nel 1406
| Questa pagina contiene informazioni ricavate automaticamente dalle voci biografiche con l'ausilio del template Bio e di un bot. L'aggiornamento è periodico e automatico e ricostruisce completamente la pagina. Se manca una persona in questa lista, sei pregato di non aggiungerla, ma accertati piuttosto che la sua voce biografica contenga il template Bio e che i dati anagrafici siano correttamente compilati. Se il template Bio manca, inseriscilo tu stesso o, in alternativa, metti l'avviso {{tmp\|Bio}} che ne segnala la mancanza. Se i dati riportati sono sbagliati, correggi direttamente la voce biografica; le modifiche saranno visibili in questa lista entro pochi giorni. Per chiarimenti vedi il progetto biografie. La lista contiene solo le 24 persone che sono citate nell'enciclopedia e per le quali è stato implementato correttamente il template Bio. Pagina aggiornata al 10 ago 2025. |

- 3 gennaio - Pietro Mocenigo, doge († 1476)
- 13 gennaio - Matteo Palmieri, umanista e filosofo italiano († 1475)
- 28 gennaio - Guy XIV de Laval, militare francese († 1486)
- 3 marzo - Meliaduse d'Este, nobile († 1452)
- 23 giugno - Filippo Lippi, pittore italiano († 1469)
- 4 dicembre - Margherita di Valois-Orléans, nobile francese († 1466)
- 6 dicembre - Niccolò Terzi, nobile italiano
- 18 dicembre - Richard Olivier de Longueil, cardinale francese († 1470)
- Guiniforte Barzizza, umanista italiano († 1463)
- Edmund Beaufort, II duca di Somerset, militare inglese († 1455)
- Bernardo da Treviso, alchimista italiano († 1490)
- Galeazzo Cavriani, vescovo cattolico italiano († 1466)
- Maffeo Girardi, cardinale e patriarca cattolico italiano († 1492)
- Giovanni l'Alchimista, nobile tedesco († 1464)
- Alessandra Macinghi, scrittrice italiana († 1471)
- Pietro di Trastámara, principe († 1438)
- Bartolomeo Roverella, cardinale italiano († 1476)
- Lo Scheggia, pittore italiano († 1486)
- Leone Sforza, condottiero italiano († 1440)
- Antonia Torelli, nobile italiana († 1468)
- Lapo da Castiglionchio il Giovane, umanista e traduttore italiano († 1438)
- Jorge da Costa, cardinale e arcivescovo cattolico portoghese († 1508)
- Rodrigo Manrique, nobile spagnolo († 1476)
- Maso di Bartolomeo, architetto, scultore e orafo italiano